# 박새힘
박새힘(1994년 ~ )은 대한민국의 배우이다.

## 학력
- 성균관대학교 연기예술학과 학사

## 출연 작품

### 영화
- 《앵커》 (2022년) - 보도국 AD 역
- 《호박즙》 (2019년)
- 《투명하고 가까운》 (2017년)
- 《허언》 (2017년)
- 《Happy Day》 (2017년)
- 《괜찮아》 (2017년)
- 《밝은 미래》 (2017년)
- 《2년 후 내일》 (2016년)
- 《흔한 거짓말》 (2015년)
- 《U&I》 (2015년)
- 《횟감》 (2015년) - 아는 누나 역
- 《서부전선》 (2015년) - 포병대대 간호장교 3 역

### 드라마
- 《너의 마음은 음소거》 (2020년, 웹드라마) - 은하 역

### 뮤지컬
- 《문스토리》
- 《미드나잇 : 액터뮤지션》
- 《시데레우스》

### 예능
- 《너의 목소리가 보여》 (2021년, Mnet)

## 수상 목록
- 2024년 제8회 한국 뮤지컬 어워즈 여자신인상 (인터뷰)